# Фаренсе
«Фаренсе» (порт. Sporting Clube Farense) — португальський футбольний клуб з міста Фару, заснований 1910 року. Виступає у Сегунда-Лізі Португалії. Домашні матчі проводить на стадіоні «Сан-Луїш», який вміщує 14 000 глядачів.

## Історія
Футбол в Алгавре був завезений екіпажем англійського корвету, який стояв на якорі в Фару в 1904 році. Гра швидко набула популярності в місті. Перший футбольний матч був проведений на імпровізованому полі 10 червня того ж року. Ідея Жоау Ґральйо створити в Фару футбольний клуб була підхоплена молоддю міста і 1 квітня 1910-го було засновано «Фаренсе».
За всю історію існування «Фаренсе» провів 23 сезони в Прімейра-Лізі, найуспішнішим з яких став сезон 1994-95 коли команда зайняла 5-те місце у підсумковій таблиці і здобула право грати в Кубку УЄФА наступного сезону. Також в активі команди є фінал Кубка Португалії сезону 1989-90, в якому «Фаренсе» поступився «Ештрелі» у двоматчевому протистоянні з рахунком 1-1 та 0-2. Втім, останній гранд тогорічного розіграшу кубка «Порту» вибув ще на стадії 1/8 фіналу.

## Досягнення
- Кубок Португалії
  - Фіналіст (1): 1989-90